# Filifascigera parvipora
Filifascigera parvipora is een mosdiertjessoort uit de familie van de Frondiporidae. De wetenschappelijke naam van de soort is voor het eerst geldig gepubliceerd door Canu & Bassler in 1929.